# Wincenty Kirchmajer
Wincenty Marcin Kirchmajer (12. listopadu 1820 Krakov – 28. července 1893 Krakov) byl rakouský velkoobchodník, bankéř a politik polské národnosti z Haliče, v 2. polovině 19. století poslanec Říšské rady.

## Biografie
Byl majitelem velkooobchodní a bankovní firmy F. J. Kirchmayer & syn w Krakowie. V letech 1855–1870 financoval vydávání konzervativního listu Czas a literárně orientované měsíční přílohy Czasu.
Po obnovení ústavní vlády se zapojil do politiky. V letech 1861–1863 a 1868–1870 byl městským radním v Krakově. Od roku 1861 do roku 1866 byl poslancem Haličského zemského sněmu. Zemský sněm ho roku 1861 delegoval i do Říšské rady (tehdy ještě volené nepřímo) za Halič (kurie obchodních a živnostenských komor, obvod Krakov). 11. května 1861 složil slib. K roku 1861 se uvádí jako velkoobchodník a prezident obchodní komory, bytem v Krakově.
V 60. a 70. letech byl aktivní v krakovské společnosti pro vědu a zemědělství. V období let 1861–1870 zastával funkci prezidenta krakovské obchodní komory. V témže období působil i jako člen správní rady haličské dráhy Karla Ludvíka (Galizische Carl Ludwig-Bahn) a Haličské zemské banky ve Lvově. Ve Vídni založil společnost, který vykupovala velkostatky v Haliči. Pro velké finanční ztráty ale vyhlásil platební neschopnost a stáhl se z veřejného a politického života. V soudním procesu byl odsouzen na šest měsíců do vězení.